# الجريمة في السعودية
الجريمة في السعودية تعد معدلاتها منخفضة مقارنة بالمعدل العالمي للجريمة، فنسبة الجريمة في السعودية 0.8 لكل 100,000 نسمة، مقارنة بالمعدل العالمي البالغ 7.6 لكل 100,000 نسمة. العمال في السعودية مصدر ما يزيد على 25% من الجرائم المرتكبة، بحسب تقرير أمني عن العام 2016. أحدث تقرير عالمي لمؤشر الجريمة يضع السعودية في المرتبة 94 بين 118 دولة خاضعة للتصنيف، حيث إن الرقم 1 للأقل أمانا.

## تاريخ الجريمة في السعودية[4]
مرت الجريمة في السعودية بثلاث مراحل، تميزت بحدوث ظواهر دينية وسياسية واقتصادية أثرت على ظاهرة الجريمة:

### المرحلة الأولى (1726م - 1881م)
تتميز هذه المرحلة بأن الجرائم السائدة هي جرائم عقائدية، مثل الإشراك بالله، والتعبّد والتبرّك والدعاء والذبح لغير الله، ومخالفات اجتماعية وقانونية مثل القتل والسلب والنهب والسرقة والاختطاف.

### المرحلة الثانية (1902م - 1975م)
ظهرت في هذه المرحلة جرائم القتل والثآر والسرقة، والغزو ونهب الحجاج، وبرزت جرائم تهريب وتعاطي المخدرات، وظهرت لأول مرة جرائم الأحداث، وهم من تقل أعمارهم عن 18 سنة.

### المرحلة الثالثة (1975م - 1995م)
استمرت جرائم الاعتداء على الأنفس والأموال وترويج وتعاطي المخدرات.

### المرحلة الرابعة (2000م- ...)
برزت في هذه المرحلة بشكل خاص الجرائم المعلوماتية، في مقابل انخفاض في جرائم الاعتداء على النفس وما دون النفس، والاعتداء على الأموال والمسكرات، والجرائم الأخلاقية والمخدرات وجرائم أخرى شملت التزييف والتزوير وانتحال الشخصية.

## أنواع الجريمة في السعودية[4]

### جرائم الحدود
وهي الجرائم المقدّرة في الإسلام، ولا يمكن تعديلها أو تغييرها، وهي ستة جرائم:

شعار الشرطة السعودية

1. السرقة.
2. شرب الخمر.
3. القذف.
4. الزنا.
5. الحرابة.
6. الردّة.

### جرائم القصاص والدية
وهي الجرائم التي نص الإسلام على أن عقوبتها القصاص أو الدية، والجرائم هي:
- جرائم الاعتداء على النفس:
  - القتل المتعمد.
  - القتل شبه الخطأ.
  - القتل الخطأ.
- جريمة الاعتداء على ما دون النفس.

### جرائم التعازير
وهي الجرائم التي لم يتم تحديد عقوبتها بالإسلام، ويحددها القانون والقضاء.

## إحصائيات ومعلومات
- بلغ عدد الجرائم المرصودة في عام 1437هـ/ 2016م، أكثر من 149 ألف جريمة.[8]
- أكدت الصحف في عام 2016م أنه لا يوجد جريمة منظمة في السعودية.[9]
- في عام 2017م، أعلنت وزارة الداخلية (السعودية) عن انخفاض نسبة الجريمة بنسبة 4.5% عن السنة السابقة.[10]